# Зангезурский национальный парк имени академика Гасана Алиева
Зангезу́рский национа́льный парк имени академика Гасана Алиева (азерб. Akademik Həsən Əliyev adına Zəngəzur Milli Parkı) — заповедник в Азербайджане на территории Ордубадского района Нахичеванской Автономной Республики. 

## Общие сведения
Парк создан в 2003 году с целью сохранения и восстановления популяции закавказского муфлона, безоарового козла, леопарда, бурого медведя, кавказского тетерева, полосатой гиены. Данные животные занесены в Красную книгу Азербайджана.
Общая площадь парка — 42 797,4 гектар (427,97 км²). 
Парк расположен в горном районе, лесной, луговой и скалистой местности.
До 25 ноября 2009 года носил название «Ордубадский национальный парк имени академика Гасана Алиева». 25 ноября 2009 года переименован в «Зангезурский» — название одноимённого хребта, часть которого расположена на территории парка.
Также 25 ноября 2009 территория парка была расширена до 42 797,4 гектар за счет Шахбузского заповедника (3 139 гектар), лесного фонда Джульфинского, Ордубадского районов (396,4 гектар), летних лугов Шахбузского, Джульфинского, Ордубадского районов районов (27 131 гектар ).
Средняя высота Зангезурского хребта составляет 3 200 метров. На хребте расположены горы Гямигая высотой 3 725 метров и Союгдаг (4 005 метров).
Климат холодный. Лето сухое. Выпадает от 300 до 88 мм осадков в год.
По территории парка протекают реки Гилянчай, Ванадчай, Дуйланчай, Айлишчай, Ганзачай, Котамчай, Килитчай и Ордубадчай.
Телеканал Nat Geo Wild снял в парке цикл передач, посвящённый кавказскому леопарду.

## Флора и фауна
Парк обладает богатым биологическим разнообразием. Из занесённых в Красную книгу Азербайджана животных, насекомых и растений 58 видов животных (35 позвоночных и 20 насекомых) и 39 видов растений обитают на территории парка. 
Из животных обитают волк, шакал, лиса, полосатая гиена, каменная куница, барсук, дикая кошка. 
Из редких и вымирающих представителей фауны можно назвать переднеазиатского (кавказского) леопарда, горного барана — муфлона, безоарового козла, орлана-белохвоста, беркута и дрофу.
Обитают европейский тювик, розовый пеликан, кудрявый пеликан, колпицы, орлан-белохвост, беркут, бородач, змееяд, сокол, каспийский улар, стрепет, сирийская чесночница, малоазиатская квакша.
Виды, включённые в красную книгу — леопард, полосатая гиена, манул,  муфлон, безоаровый козёл, соловей-белошейка, краснокрылый чечевичник.
Из растений произрастают ферула голая (Dorema glabrum), Кверкус инфекционный, ирис, пролеска Мищенко.

## Галерея

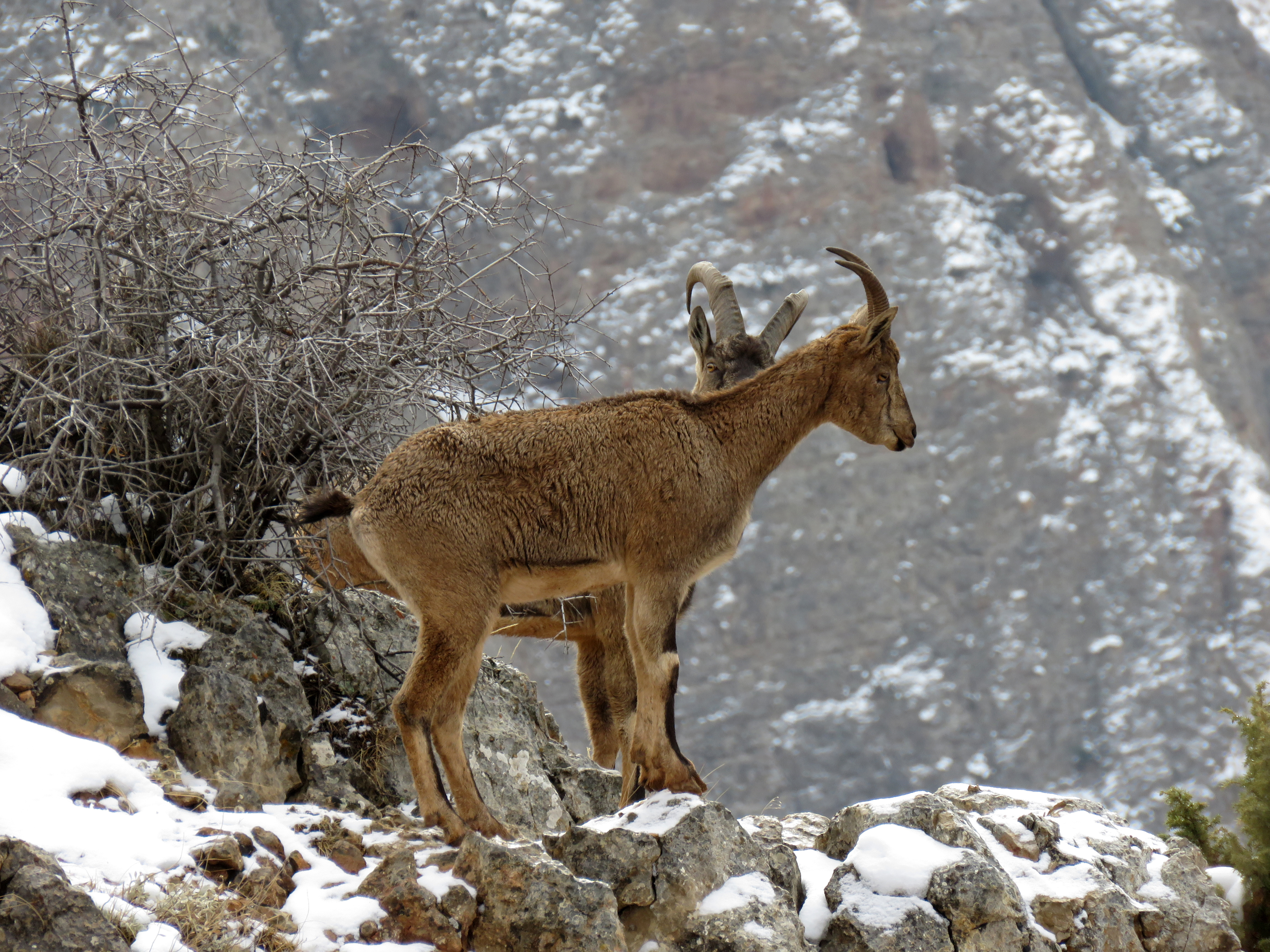
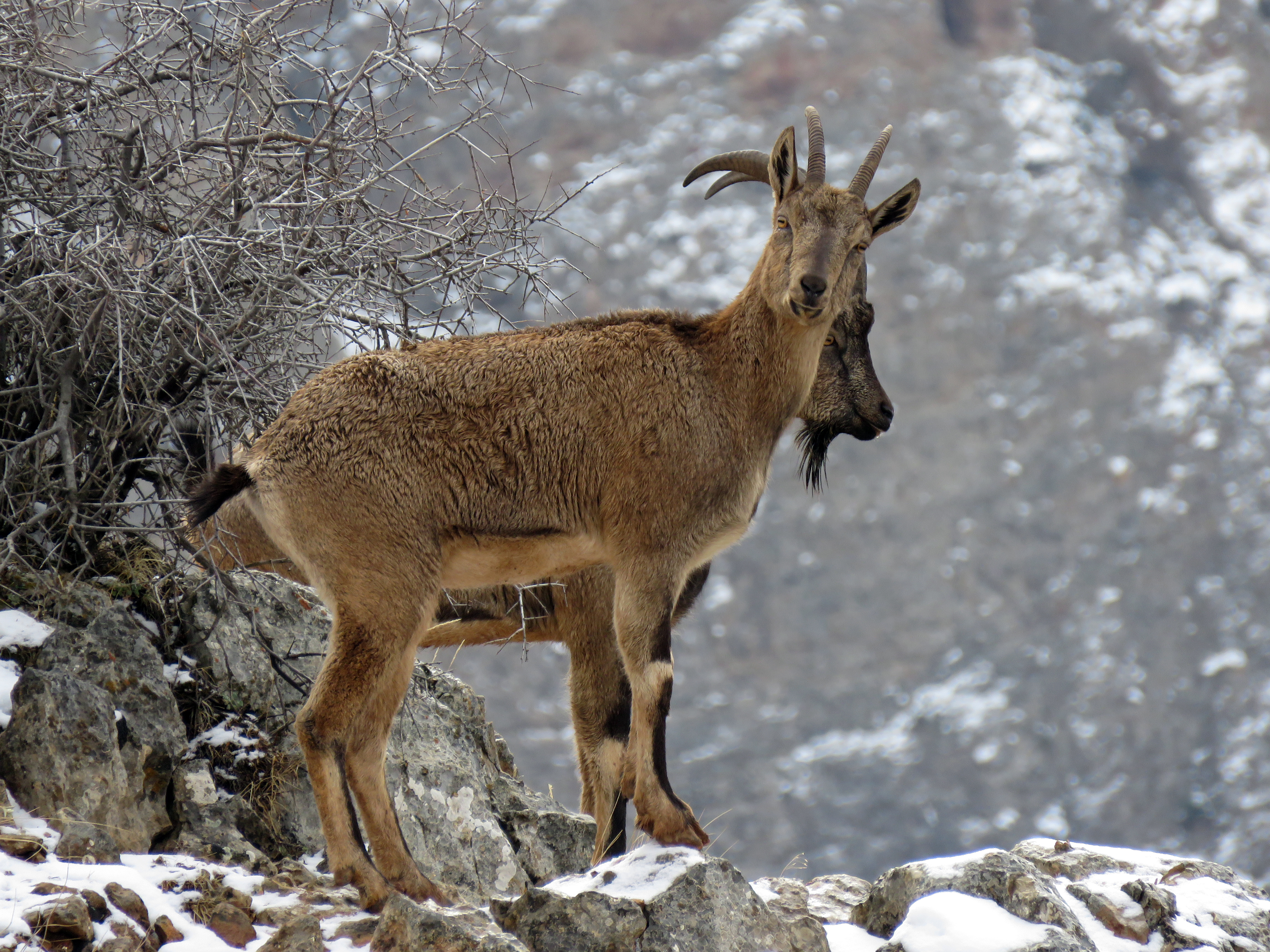
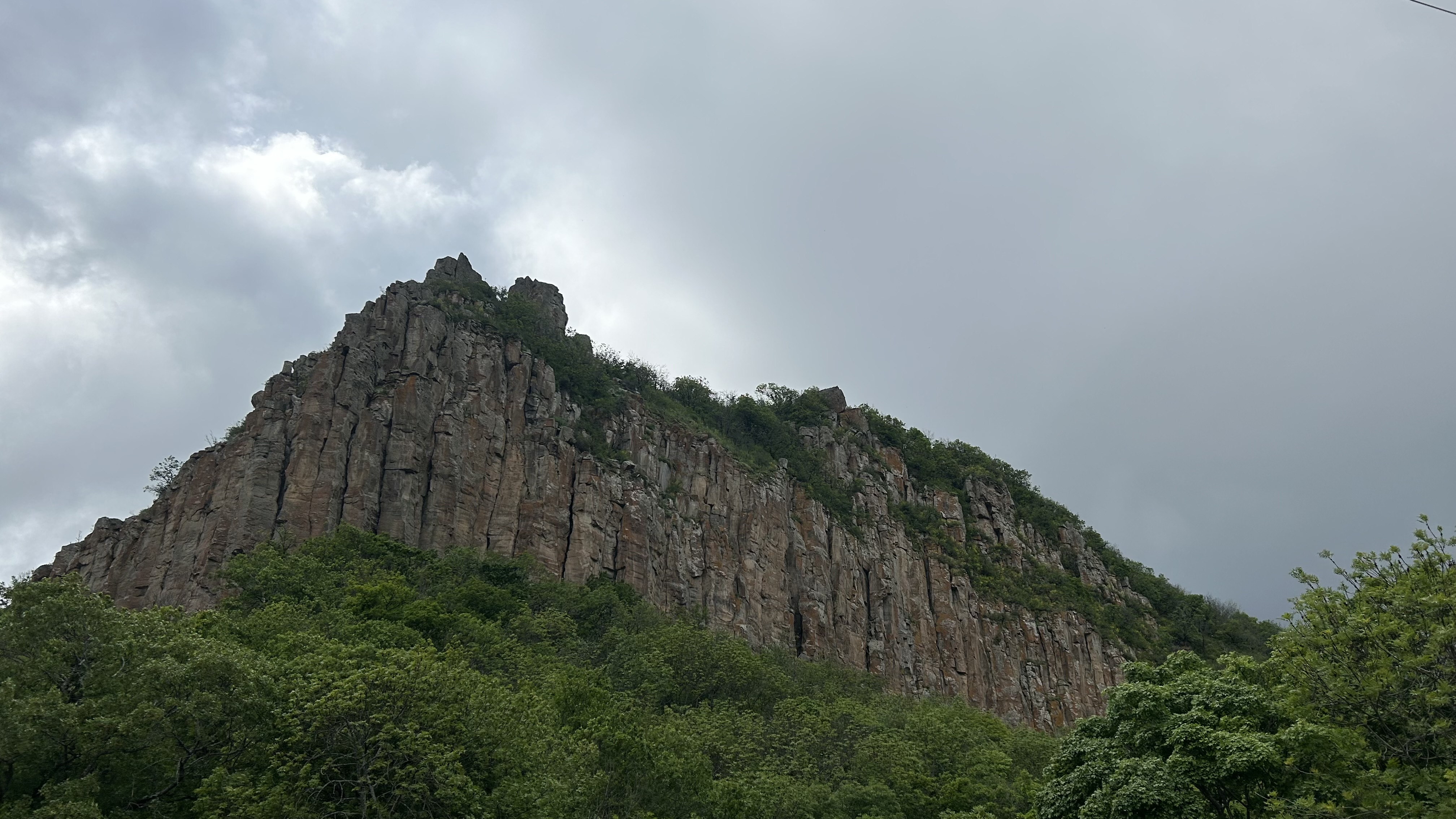
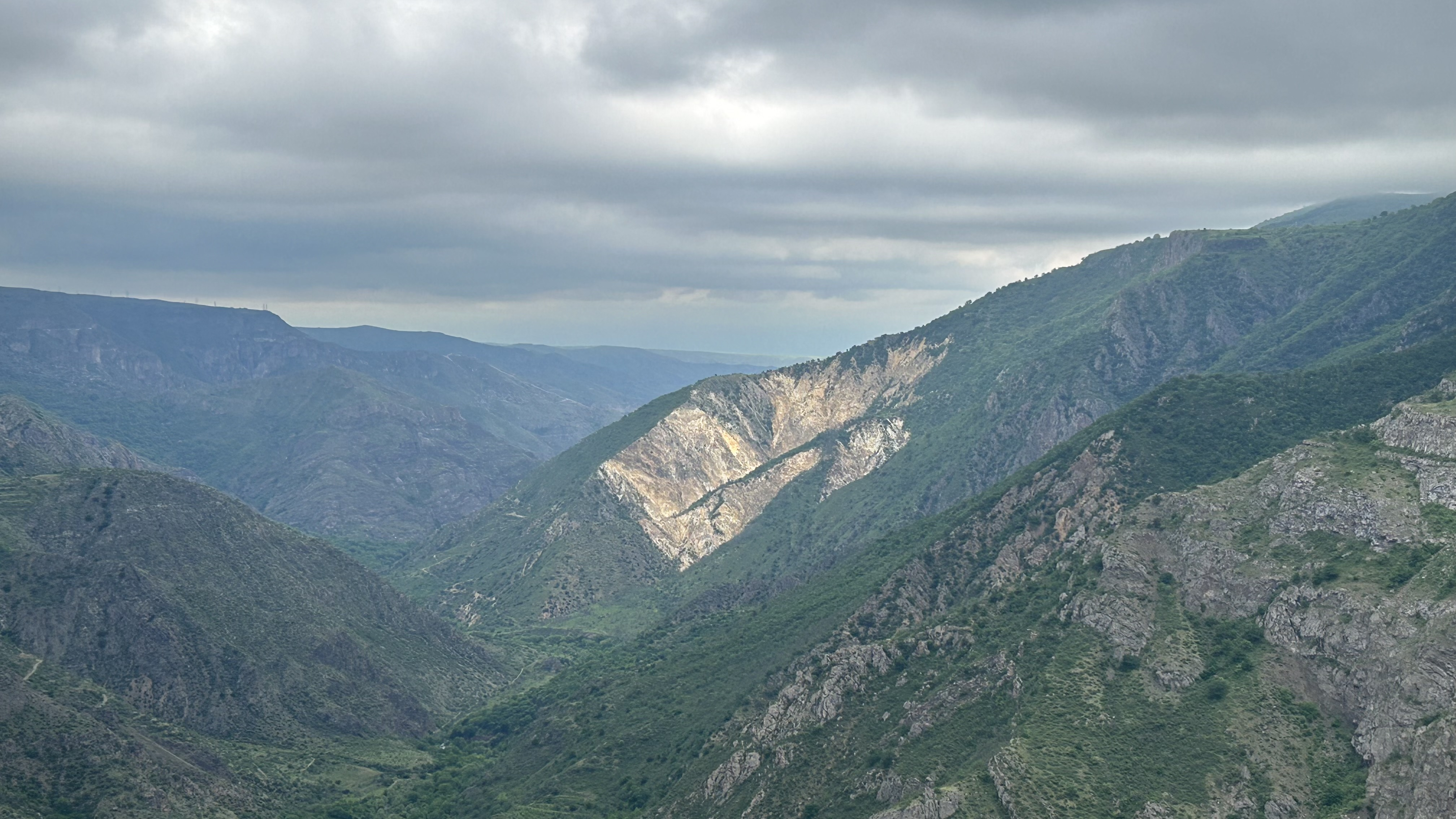
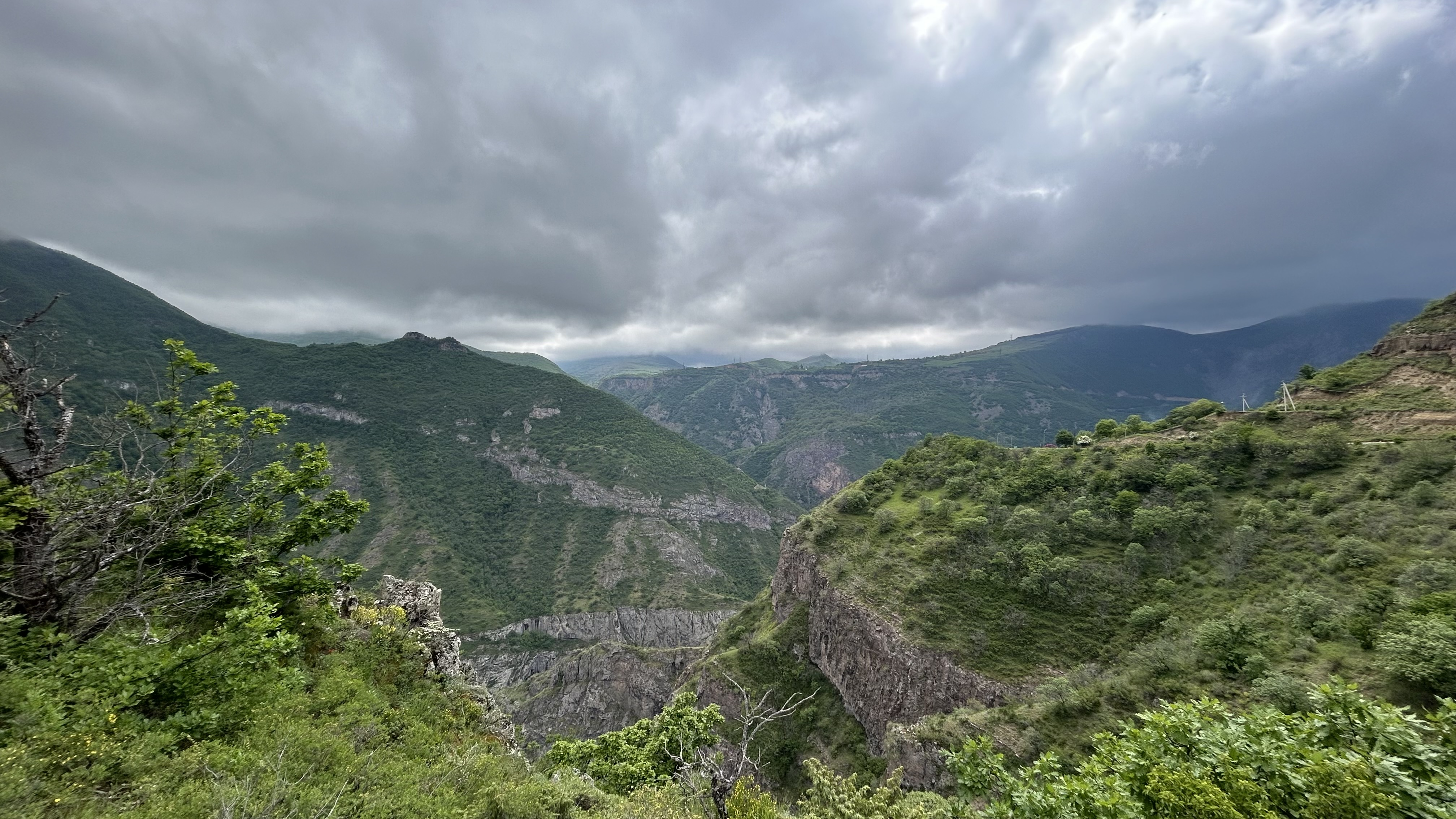
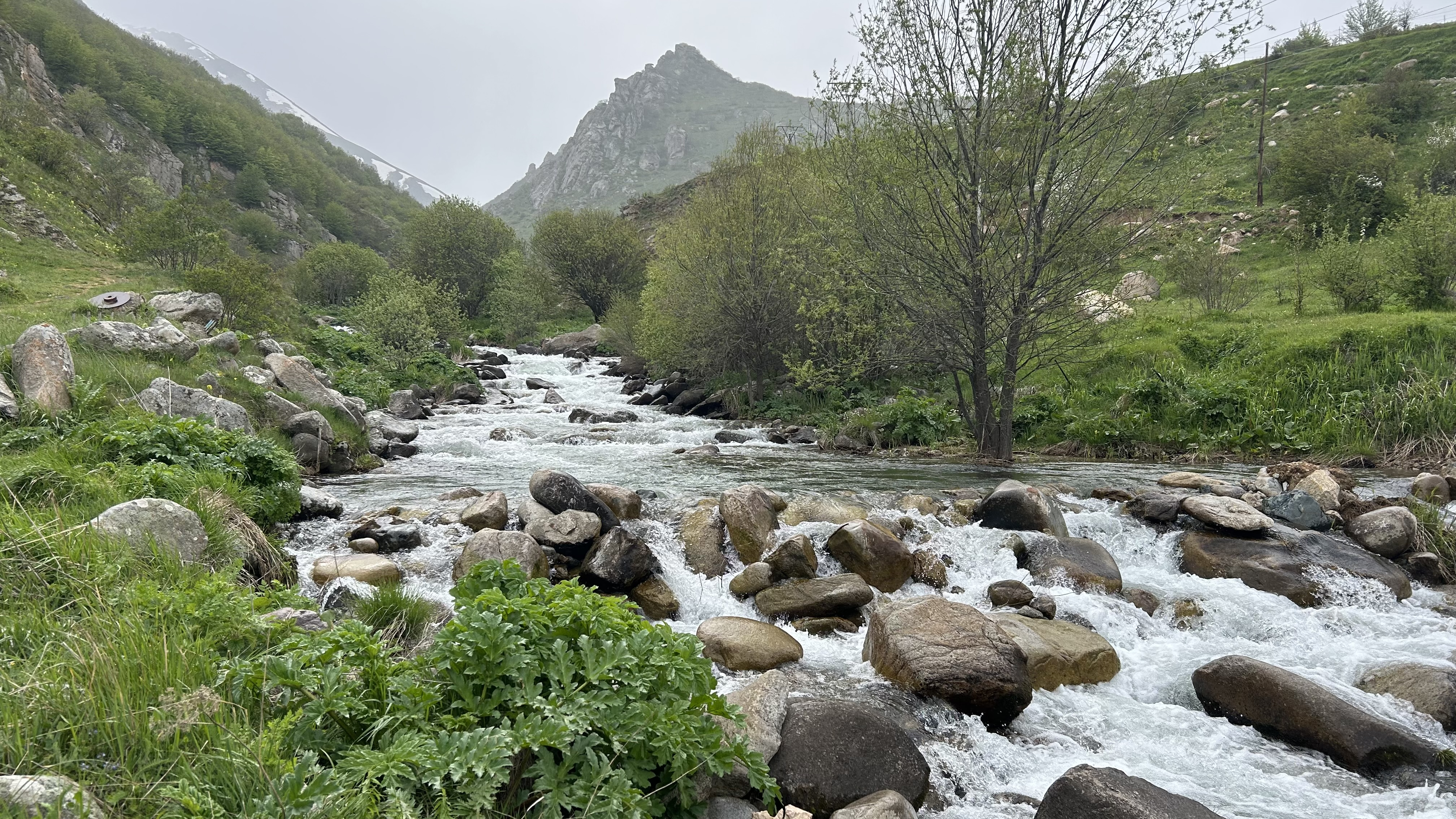
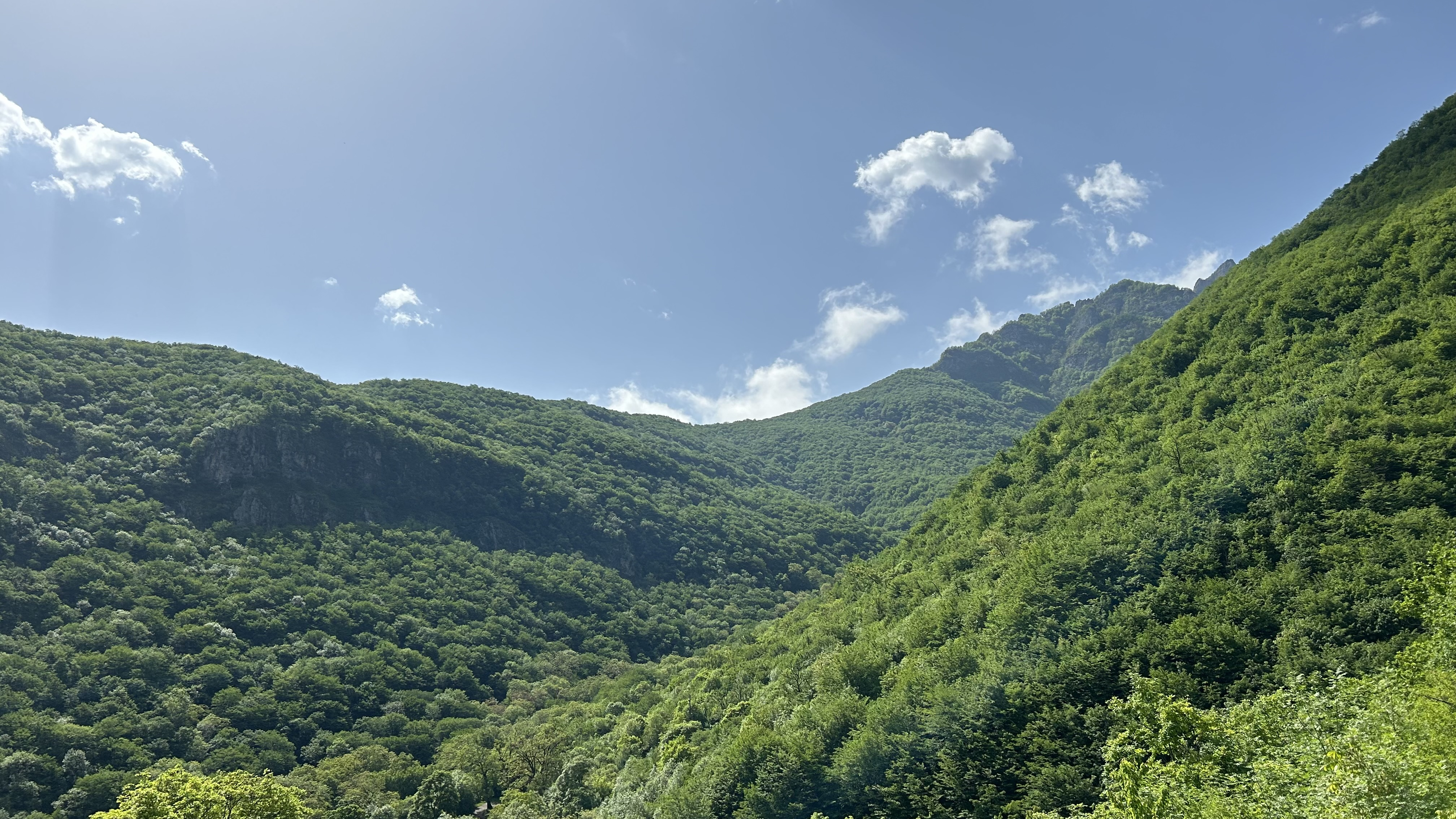
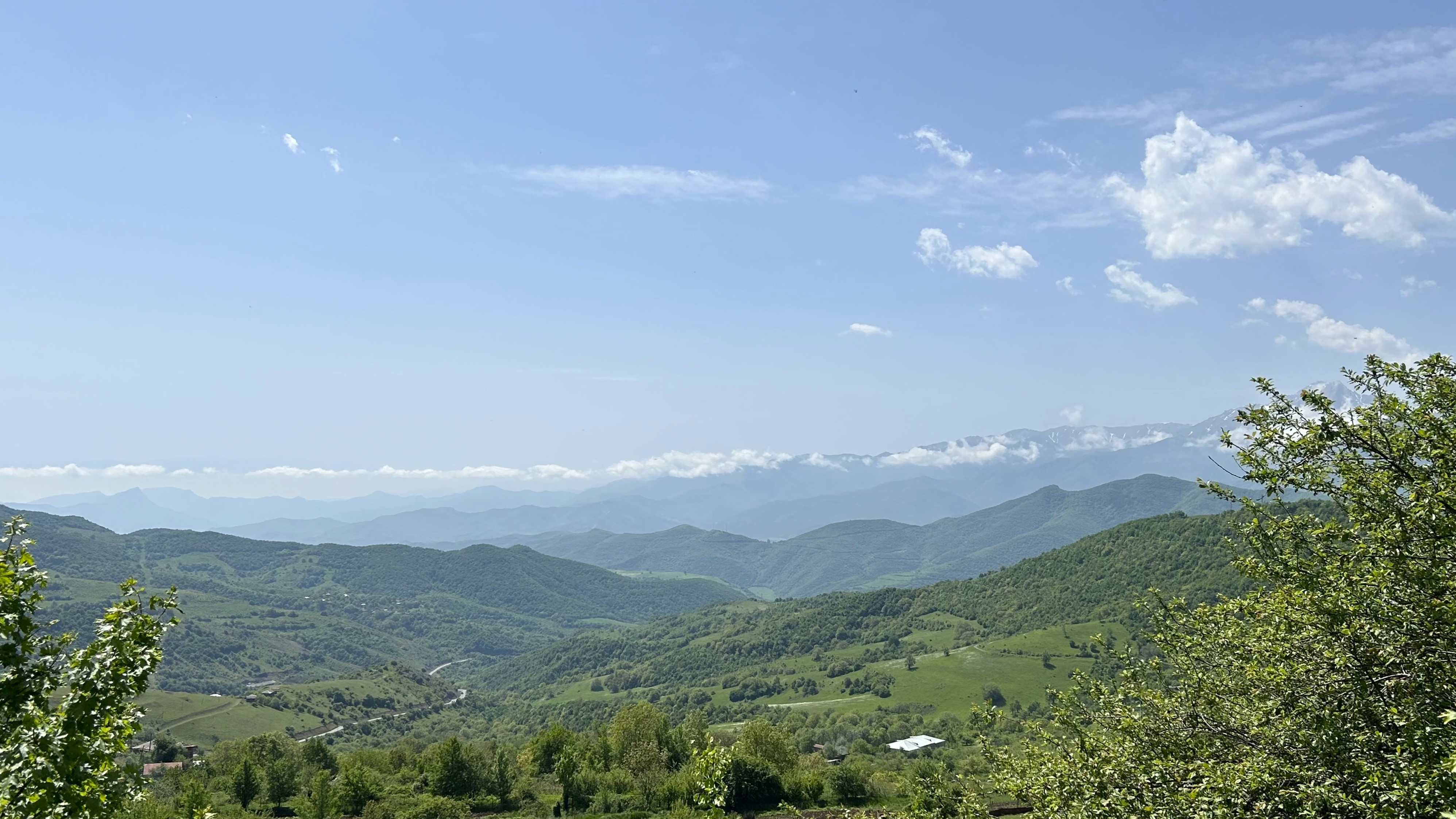
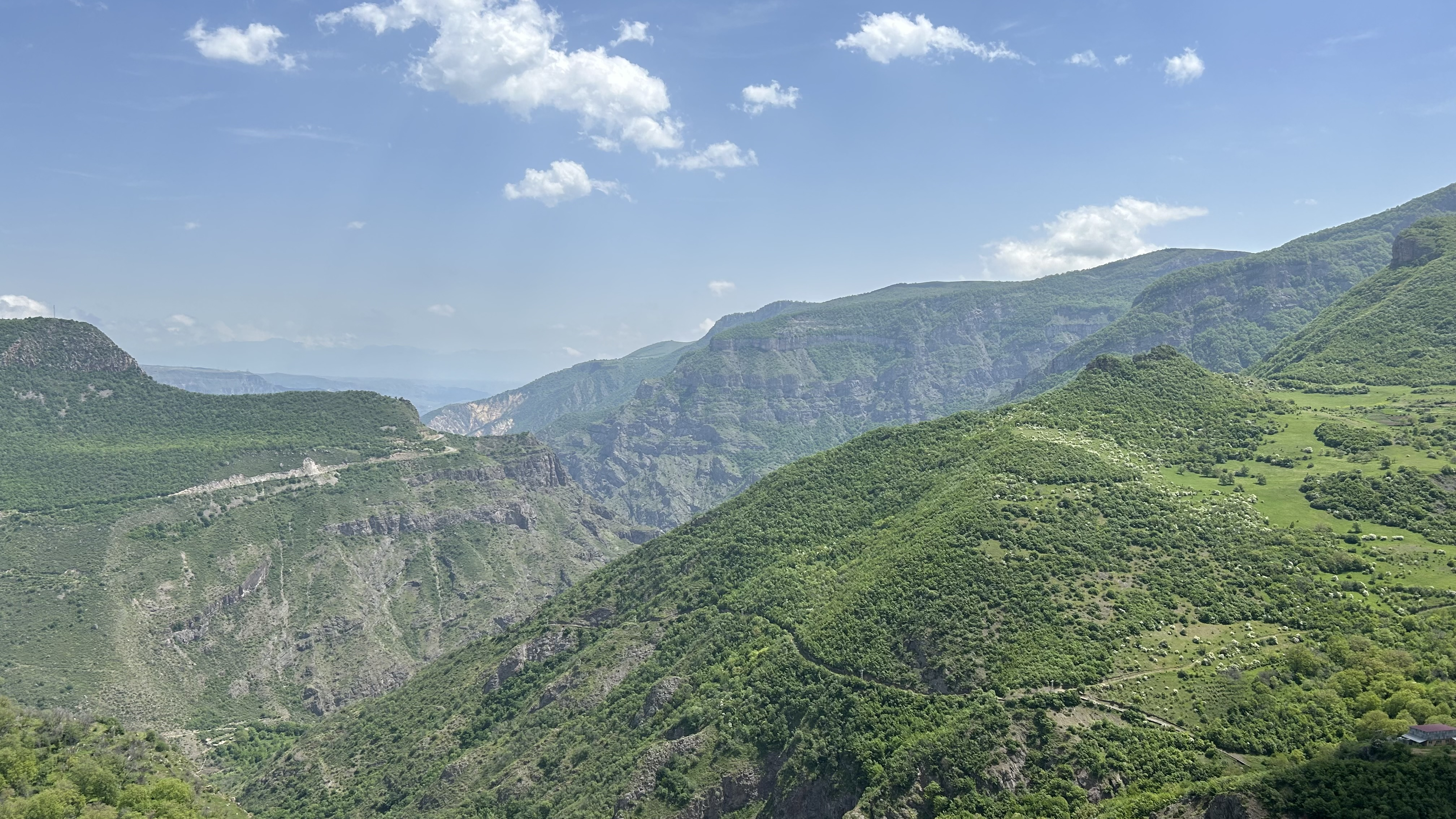
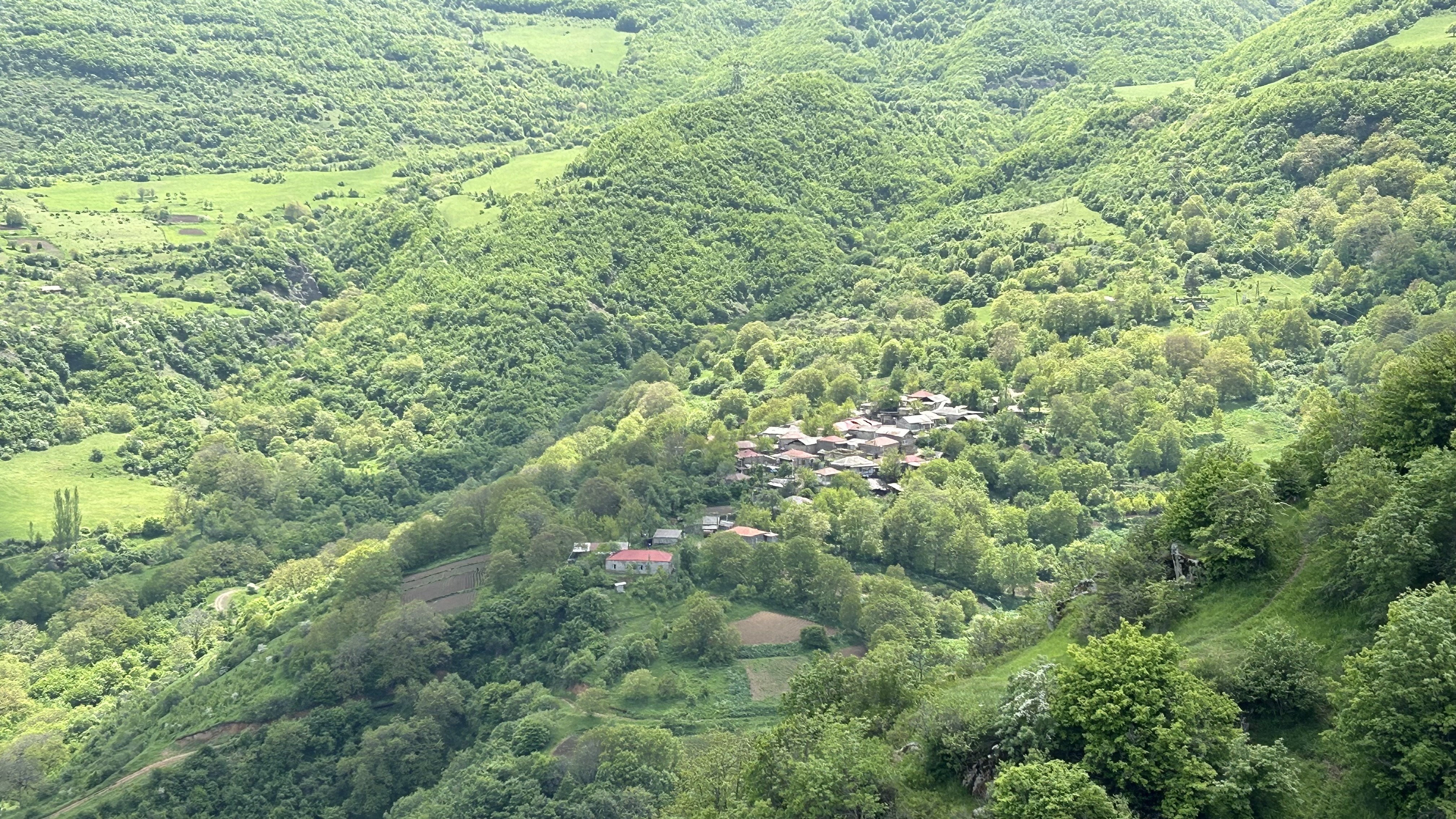